# Timothy Bruce Spahr
Timothy »Tim« Bruce Spahr, ameriški astronom, * 1970.

## Delo
Spahr dela na Harvard-Smithsonovem središču za astrofiziko. Odkril je 60 asteroidov.
Je soodkritelj Jupitrove lune Kaliroje in Saturnove lune Albioriks. Odkril je tudi tri komete, od katerih sta dva periodična 171P/Spahr in P/1998 U4 (Spahr).
Njemu v čast so poimenovali asteroid 2975 Spahr.